# Trichophthalma morenii
Trichophthalma morenii är en tvåvingeart som beskrevs av Stuardo 1939. Trichophthalma morenii ingår i släktet Trichophthalma och familjen Nemestrinidae. Inga underarter finns listade i Catalogue of Life.